# Rejon Goranboy
Rejon Goranboy – rejon w zachodnim Azerbejdżanie. Malutka południowa część rejonu od początku lat 90. do 2020 roku znajdowała się pod okupacją separatystów ormiańskich z Górskiego Karabachu.
Na południe od zbiornika mingeczaurskiego, w górach Bozdağ, w 2008 roku utworzono Państwowy Rezerwat Przyrody Korçay.